# Mariette Hartley
Mariette Hartley (właśc. Mary Loretta Hartley; ur. 21 czerwca 1940 w Weston) – amerykańska aktorka filmowa i telewizyjna.

## Filmografia
seriale
- 1952: Death Valley Days jako Jessica Scott
- 1959: Bonanza jako Barbara Scott
- 1967: Mannix jako Tara Gill, pielęgniarka
- 1976: Domek na Prerii jako wdowa Elizabeth Thurmond
- 1984: Napisała: Morderstwo jako Susan Lindsay
- 2005: Chirurdzy jako Betty
- 2008: Detoks jako Jane O’Hara

film
- 1962: Strzały o zmierzchu jako Elsa Knudsen
- 1969: Uwięzieni w kosmosie jako Betty Lloyd
- 1971: Ziemia III jako Lisa Karger
- 1979: The Halloween That Almost Wasn't jako Wiedźma
- 1988: Rok 1969 jako Jessie
- 1995: Lot 174 jako Beth Pearson
- 2009: The Inner Circle jako Siostra Madeleine

## Nagrody i nominacje
Została uhonorowana nagrodą Emmy, a także otrzymała nominację do nagrody BAFTA i trzykrotnie do nagrody Emmy. Posiada również gwiazdę na Hollywoodzkiej Alei Gwiazd.